# Ready 2 Rumble Boxing: Round 2
Ready 2 Rumble Boxing: Round 2 est un jeu vidéo de boxe sorti en 2000 et fonctionne sur Dreamcast, PlayStation, PlayStation 2, Nintendo 64 et Game Boy Advance. Le jeu a été développé et édité par Midway.

## Système de jeu

### Boxeurs
Les anciens
- Afro Thunder : Originaire de New York City, New York.
- Butcher Brown : Originaire du district of Columbia.
- Boris "The Bear" Knokimov : Originaire de Zagrev en Croatie. Légende de l'Europe de l'Est.
- Selena Strike : Originaire de Brasilia au Brésil, l’une des trois femmes du jeu.
- Jet "Iron" Chin : Originaire de Taipei, Taiwan. Célèbre star du cinéma Taiwanais.
- Rocket Samchay : Originaire de Bangkok, Thailand. Champion dans son pays de Muay Thaï.
- Lulu Valentine : Originaire de Seattle, Washingthon. L'une des trois femmes du jeu.
- Angel "Racing" Rivera : Originaire de Monterey au Mexique. Invaincu sur le circuit amateur.
- "Big" Willy Johnson : Originaire de Chester, Angleterre. C'est un champion de boxe du XIIIe siècle. Sa venue reste... mystérieuse.

Les nouveaux
- Mama Tua : Originaire de Kalopei, Oahu. Elle vient venger son fils Salua (présent dans Ready 2 Rumble Boxing). L'une des trois femmes du jeu.
- Joey T. : Originaire de Milan en Italie.
- J.R. Flurry : Originaire de Los Angeles, Californie.
- Johnny "Bad" Blood : Originaire de Oamaru, Nouvelle-Zélande. Frère de Jimmy Blood.
- Freak E. Deke : Originaire de Toronto, Canada. Le punk du jeu.
- G.C. Thunder : Originaire de Miami, Floride. Il est le cousin et le rival d' Afro Thunder.
- Wild "Stubby" Corley : Originaire de Corsicana, Texas. Après avoir perdu l'une de ses mains lors d'un rodéo, il se fait greffer un gant artificiel.
- Freedom Brock : Originaire de Santa Cruz, Californie. Surfeur et boxeur.
- Robox Rese-4 : Originaire de Chicago, Illinois. Destiné à faire de la pub pour Robox, engin de boxe, d'aérobic et de fitness.
- Rumbleman : Originaire d'Encino, Californie. Il est le champion à battre à la fin de chaque tournoi.

Les Stars
- Michael Jackson
- Shaquille O'Neal
- Mr President (Bill Clinton)
- First Lady (Hillary Clinton)

## Accueil
- Jeuxvideo.com : 16/20[1]